# IAAF Hammer Throw Challenge

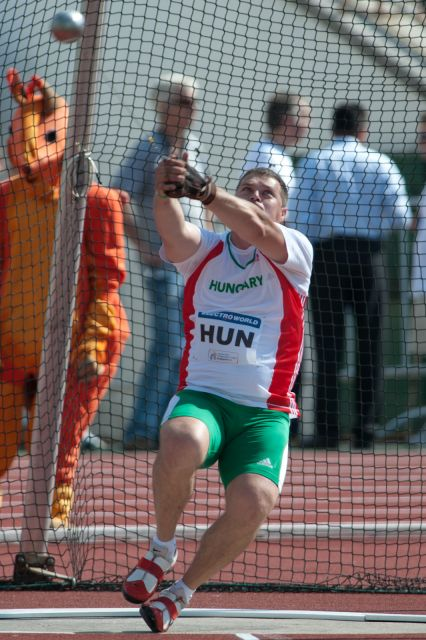

IAAF Hammer Throw Challenge — ежегодные легкоатлетические соревнования для мужчин и женщин по метанию молота, организованные Международной Ассоциацией Легкоатлетических Федераций. Первые соревнования состоялись в 2010 году. Победитель определяется по трем лучшим попыткам за сезон. Очки могут быть прибавлены за мировой рекорд.
| Соревнования                            | Город          | Страна           | Месяц    |         |
| --------------------------------------- | -------------- | ---------------- | -------- | ------- |
| Meeting Grand Prix IAAF de Dakar        | Дакор          | Сенегал          | Апрель   | Женщины |
| Osaka Grand Prix                        | Осака          | Япония           | Май      | Мужчины |
| Colorful Daegu Pre-Championships        | Тэгу           | Республика Корея | Май      | Женщины |
| Grande Premio Brasil Caixa de Atletismo | Рио-де-Жанейро | Бразилия         | Май      | Все     |
| Golden Spike Ostrava                    | Острава        | Чехия            | Май      | Все     |
| Fanny Blankers-Koen Games               | Хенгело        | Нидерланды       | Май      | Мужчины |
| Znamensky Memorial                      | Жуковский      | Россия           | Июнь     | Женщины |
| Meeting de Atletismo Madrid             | Мадрид         | Испания          | Июль     | Мужчины |
| ISTAF                                   | Берлин         | Германия         | Август   | Женщины |
| Rieti Meeting                           | Риети          | Италия           | Август   | Все     |
| Hanzekovic Memorial                     | Загреб         | Хорватия         | Сентябрь | Мужчины |

## Призёры

### Мужчины
| Year | Золото                  | Золото | Серебро                      | Серебро | Бронза                       | Бронза |
| ---- | ----------------------- | ------ | ---------------------------- | ------- | ---------------------------- | ------ |
| 2010 | Кодзи Мурофуси · Япония | 238.52 | Дилшод Назаров · Таджикистан | 236.02  | Либор Харфрейтаг · Словакия  | 235.26 |
| 2011 | Кристиан Парш · Венгрия | 239.03 | Дилшод Назаров · Таджикистан | 235.72  | Примож Козмус · Словения     | 233.90 |
| 2012 | Кристиан Парш · Венгрия | 242.35 | Павел Файдек · Польша        | 236.47  | Oleksiy Sokyrskyy · Украина  | 233.39 |
| 2013 | Павел Файдек · Польша   | 244.23 | Кристиан Парш · Венгрия      | 244.17  | Лукаш Мелих · Чехия          | 239.80 |
| 2014 | Кристиан Парш · Венгрия | 244.84 | Павел Файдек · Польша        | 241.49  | Дилшод Назаров · Таджикистан | 241.37 |

### Женщины
| Year | Золото                   | Золото | Серебро                  | Серебро | Бронза                   | Бронза |
| ---- | ------------------------ | ------ | ------------------------ | ------- | ------------------------ | ------ |
| 2010 | Бетти Хайдлер · Германия | 225.88 | Анита Влодарчик · Польша | 225.30  | Татьяна Лысенко · Россия | 223.96 |
| 2011 | Бетти Хайдлер · Германия | 228.09 | Yipsi Moreno · Куба      | 220.46  | Kathrin Klaas · Германия | 219.77 |
| 2012 | Бетти Хайдлер · Германия | 230.49 | Анита Влодарчик · Польша | 223.13  | Татьяна Лысенко · Россия | 222.05 |
| 2013 | Анита Влодарчик · Польша | 233.83 | Татьяна Лысенко · Россия | 227.59  | Бетти Хайдлер · Германия | 226.93 |
| 2014 | Анита Влодарчик · Польша | 232.52 | Бетти Хайдлер · Германия | 228.54  | Kathrin Klaas · Германия | 222.65 |